# فاسينورن
فاسينورن (بالإنجليزية: Wasenhorn (Bernese Alps))‏ هو أحد جبال سلسلة جبال الألب البرنية ويقع في كانتون فاليز في سويسرا. يحتل المرتبة رقم 68 في قائمة جبال سويسرا من حيث الارتفاع، إذ يبلغ ارتفاعه حوالي 3447 متر، بينما يبلغ ارتفاع نتوء الجبل 303 متر، هذا وقد سجل أول وصول لقمة الجبل عام 1885.